# Apomecyna leleupi
Apomecyna leleupi är en skalbaggsart som beskrevs av Stefan von Breuning 1960. Apomecyna leleupi ingår i släktet Apomecyna och familjen långhorningar. Inga underarter finns listade i Catalogue of Life.